# Badminton-U15-Europameisterschaft
Badminton-U15-Europameisterschaften wurden erstmals 2014 ausgetragen. Bei diesen Meisterschaften sind Sportler der Altersklasse U15 startberechtigt.

## Austragungsorte
| Jahr | Ort               | Land             | Datum                                     |
| ---- | ----------------- | ---------------- | ----------------------------------------- |
| 2014 | Basel             | Schweiz          | 14. bis 16. Februar                       |
| 2016 | Kasan             | Russland         | 19. bis 21. Februar                       |
| 2018 | Kasan             | Russland         | 16. bis 18. Februar                       |
| 2020 | Liévin            | Frankreich       | 14. bis 16. Februar                       |
| 2022 | Lahti Blanca Dona | Finnland Spanien | 18. bis 20. Februar 21. bis 24. September |
| 2024 | Suwałki           | Polen            | 11. bis 14. September                     |

## Die Europameister der U15
| Jahr | Herreneinzel    | Dameneinzel            | Herrendoppel                      | Damendoppel                               | Mixed                                 |
| ---- | --------------- | ---------------------- | --------------------------------- | ----------------------------------------- | ------------------------------------- |
| 2014 | Jesper Toft     | Alexandra Bøje         | Paw Eriksen Mads Thøgersen        | Marlies Baan Ella Peters                  | Jesper Toft Alexandra Bøje            |
| 2016 | Harry Huang     | Mathilde Cramer Ahrens | Rory Easton Harry Huang           | Bengisu Erçetin Zehra Erdem               | Sebastian Grønbjerg Clara Graversen   |
| 2018 | Alex Lanier     | Mariia Golubeva        | Jakob Houe Christian Faust Kjær   | Elizaveta Baranova Sofiia Bychkova        | Egor Borisov Mariia Golubeva          |
| 2020 | Romeo Makboul   | Nella Nyqvist          | William Bøgebjerg Robert Nebel    | Anna-Sofie Nielsen Maria Højlund Tommerup | Yaroslav Martynov Daria Kharlampovich |
| 2022 | Tiago Berenguer | Aleyna Korkut          | Jens Andersson Aske Rømer Roslyng | Daria-Irana Gherasim Cristina Maria Sirbu | Jens Andersson Athene Lyduch Thornild |
| 2024 | Lenny Hubert    | Wiktoria Kaletka       | Soren Marion Gothsener Mady Sow   | Shraddha Gopalakrishnan Martha Ng         | Lenny Hubert Elisa Hess               |